# Méthode Feldenkrais
La Méthode Feldenkrais est une pratique pseudo-scientifique inventée, dans les années 1940-1950, par Moshe Feldenkrais qui amènerait à prendre "conscience" de son corps à travers le mouvement dans l’espace, dans l'environnement et à travers les sensations kinesthésiques qui y sont reliées.
La méthode Feldenkrais, pour la plupart de ses pratiquants, est une forme d'auto-éducation, de développement personnel et de recherche corps-esprit, plutôt qu'une thérapie manuelle.

## Définition
La Méthode Feldenkrais peut être définie comme un processus d'apprentissage destiné à améliorer la qualité et la fluidité des mouvements. Plutôt que de corriger ou de traiter le mouvement, elle invite les élèves à explorer leurs habitudes  et à découvrir des alternatives plus adaptées en portant attention aux sensations fines, à la proprioception, à l’orientation de soi dans l’espace . Cette démarche repose sur des principes éducatifs : observer, expérimenter et intégrer.

## Histoire
La Méthode Feldenkrais a été créée par Moshe Feldenkrais (1904-1984), né en Biélorussie (actuellement Ukraine), et qui a émigré en 1919 en Palestine alors sous mandat britannique, puis est venu en France dans les années 1930. En juillet 1933, il obtient un diplôme d'ingénieur de l'ESTP. En janvier 1935, il travaille à Cachan dans le laboratoire de recherche lié au travaux sur le radium et à une thèse "d'ingénieur-docteur" en physique. Dans le même temps, il fait la rencontre de Jigorō Kanō, le fondateur du Judo, lors d’une visite de celui-ci à Paris. Feldenkrais apprend le Judo et devient Ceinture Noire et participe à la création du Jiu-jitsu club de France, embryon de la future fédération Française de Judo.
Durant la guerre, Moshe Feldenkrais travaille dans les services de l'amirauté britannique où il est spécialisé dans le SONAR (dénommé par les britanniques ASDIC. Dans ce contexte, il fait la connaissance de Jacob Bronowski, J.D. Bernal et d'autres scientifiques comme Solly Zuckerman, Eric Barnes, Albert Freedman, Ralph Serle auprès desquels il teste ces idées novatrices sur l'interaction corps esprit. En 1940, Feldenkrais est nommé "officier scientifique de l'amirauté affecté à la recherche et au développement de l'asdic au centre d'expérimentation anti-sous-marine britannique.
De façon simplifiée, alors que souffrant d'un de ses genoux, il décide de refuser une opération chirurgicale et de plutôt d’explorer par lui-même, en autodidacte, le fonctionnement humain afin de trouver des possibilités de se déplacer sans douleur. Il se documente (dans les revues scientifiques; au sein de la Royal Society où il est accueilli comme "Visting Scientists"), cherche et se plonge dans les travaux spécialisés dans des disciplines diverses (anatomie, psychologie, biologie, anthropologie, techniques psycho-corporelles). Très tôt, il fait confiance à l'auto-éducation et aux possibilités de perfectibilité liées, entre autres, à la plasticité telle que l'individu peut apprendre tout au long de son existence et poursuivre son développement.
Après la guerre, vers 1947, Feldenkrais se consacre à développer sa méthode qu’il enseigne aussi lors de son installation en Israël en décembre 1951. Il intensifie son activité et peu à peu commence à former des élèves qui à leur tours pourront devenir praticiens de la Méthode Feldenkrais.
Il aurait notamment été influencé par Gustav Fechner, Frederik Matthias Alexander, Elsa Gindler (en), Jigorō Kanō, Georges Gurdjieff, Émile Coué, William Bates, Heinrich Jacoby (en), Peter Goss et Mabel Todd (en), qui ont tous été plus préoccupés par la prise de conscience et le fonctionnement du système nerveux que par des exercices physiques[réf. nécessaire].
Il écrit un ouvrage en 1949 qu'il intitule : L'être et la maturité du comportement : une étude sur l'anxiété, le sexe, la gravitation et l'apprentissage.
À la fin des années 1970, deux pôles d’activités importants existent pour la pratique de la méthode : Israël et la Californie.

## Recherche et études

### Évaluation des bienfaits
Des études cliniques cherchant à mettre en évidence l'efficacité de la méthode Feldenkrais ont porté sur les symptômes de certaines maladies comme la sclérose en plaques ou l'asthme.
Une revue Cochrane de 1999 concluait qu'il n'y avait aucune étude rigoureuse permettant de montrer l'efficacité de la méthode sur l'asthme. Il existe une étude datant de 2005 qui a réalisé un récapitulatif des différents essais cliniques randomisés portant sur la méthode Feldenkrais. Seuls six ont pu être inclus, les autres ne respectant pas les standards de rigueur méthodologique. Les auteurs concluent qu'il est impossible d'étayer l'efficacité de la méthode au vu des faiblesses méthodologiques des essais.
En 2015, une nouvelle étude passe en revue les publications sur le sujet et trouve 14 nouvelles publications respectant les standards de rigueur méthodologique[pas clair]. Les auteurs concluent que plusieurs études rapportent des effets positifs pour réduire l'effort perçu, améliorer le confort, l'image corporelle et la dextérité mais qu'il existe un fort risque de biais statistique. Ils obtiennent toutefois des résultats tangibles en menant une méta-analyse avec 7 de ces études qui leur permettent de conclure à quelques preuves modérées chez des populations vieillissantes.

### Liens avec les autres méthodes d'éducation somatique
Pour parler de la méthode Feldenkrais et d'autres méthodes pseudo-scientifiques « cousines », telles que la technique Alexander (Frederick Matthias Alexander), l’eutonie (Gerda Alexander), le Body-Mind Centering (Bonnie Bainbridge Cohen), l'ismakogie (travail sur la posture) ou la gymnastique holistique (Lily Ehrenfried), des praticiens québécois ont proposé le concept d’« éducation somatique ».

## Critiques et risques
La pratique est une pseudoscience qui ne semble pas avoir d'effets médicaux significatifs,.

### Livres

#### DeMoshe Feldenkrais
- - L’être et la maturité du comportement : une étude sur l’anxiété, le sexe, la gravitation et l’apprentissage, Paris, Espace du Temps présent.
    - Existe aussi en anglais : Body and Mature Behaviour, New-York, International Universities (1949).

  - La conscience du corps, Paris, Robert Laffont.
    - Paru également chez Dangles sous le titre :  L’Énergie par le mouvement.
    - Existe aussi en anglais sous le titre : Awareness Through Movement, New-York, Harper and Row (1967).

  - Le cas Doris, Paris, Espace du temps présent.
    - Paru également en anglais sous le titre : Adventures in the Jungle of the Brain : The case of Nora, New-York, Harper and Row (1978).

  - L’évidence en question, Paris, L’inhabituel.
    - Existe aussi en anglais : The Elusive Obvious, Cupertino, CA, Meta Publications (1981).

  - The Master Moves, Cupertino, CA, Meta Publications (1984).
  - La puissance du moi, Paris, Laffont.
    - Existe aussi en anglais sous le titre : The Potent Self, San Francisco, Harper and Row (1985).

  - Énergie et bien-être par le mouvement : le classique de la méthode Feldenkrais (trad. de l'anglais), Escalquens, Dangles, 2009., 211 p. (ISBN 978-2-7033-0813-3)
  - The Elusive Obvious, Cupertino, Calif., Meta Publications, 1981. (ISBN 978-0-916990-09-1, LCCN 81082159)
  - The Potent Self : A Study of Spontaneity and Compulsion, Berkeley, Frog Publications, 2002, 240 p., poche. (ISBN 978-1-58394-068-6, LCCN 2002010651, lire en ligne)

#### Autres auteurs
- - Norman Doidge, Guérir grâce à la neuroplasticité, Editions Belfond.
  - Pascal Leloup, Apprivoisez vos vertèbres, un dos souple avec la méthode Feldenkrais, Éditions KiKeKoiDonOu.
  - Léa Wolgensinger, Dimitri remonte sur scène.
  - Pascal Leloup, Les aventures sensorielles de Guste, Éditions KiKeKoiDonOu.
  - Choune Ostorero, L'accompagnement du sportif par la méthode Feldenkrais, Éditions KiKeKoiDonOu.
  - Franck Koutchinsky, Conscience du geste par la méthode Feldenkrais, Éditions Chiron.
  - Lawrence W. Goldfarb, Articuler le changement, la méthode Feldenkrais pour l'éducation du mouvement, Éditions Espace du temps présent[13].
  - Danielle Warnier, Je sens donc je suis, Éditions Edilivre.
  - Josette Lépine, Le coaching somatique, Éditions Valeurs d’Avenir.
  - Ruthy Alon, Spontanéité et prise de conscience, Éditions de l'Association Bones for Life France.
  - Richard Monvoisin et Nicolas Pinsault, Tout ce que vous n’avez jamais voulu savoir sur les thérapies manuelles, Saint-Martin-d'Hères (Isère), Presses universitaires de Grenoble (PUG), coll. « Points de vue et débats scientifiques », 2014, 380 p. (ISBN 978-2-7061-1858-6, OCLC 880268020)
  - Penser les somatiques avec Feldenkrais, collectif, sous la direction d'Isabelle Ginot, Éditions l'Entretemps, 2014.  (ISBN 978-2-35539-188-0).

### Biographies
- David Kaetz, La Réparation du Monde, Canada, Editions River Centre., 2014, 168 pages (ISBN 978-0-9784014-3-6)(traduction française de Making Connections par Blandine Wong)
- Philippe Beyvin, L'art de la Chute, Biographie romancée de Moshe Feldenkrais - Collection Pas à pas, janvier 2025, 246 pages, 16 x 24 cm, isbn 978-2-84505-322-9, Distribution Hachette.